# 田園調布南
田園調布南（でんえんちょうふみなみ）は、東京都大田区の町名。「丁目」の設定のない単独町名である。1970年（昭和45年） 住居表示制度施行に伴い、田園調布の一部から分立した。

## 地理

### 地価
住宅地の地価は、2025年（令和7年）1月1日の公示地価によれば、田園調布南5-13の地点で52万5000円/m2となっている。

## 世帯数と人口
2024年（令和6年）4月1日現在（東京都発表）の世帯数と人口は以下の通りである。
- 世帯数 : 1,973世帯
- 人口 : 3,773人

### 人口の変遷
国勢調査による人口の推移。
| 年                 | 人口  |
| ------------------ | ----- |
| 1995年（平成7年）  | 3,402 |
| 2000年（平成12年） | 3,462 |
| 2005年（平成17年） | 3,405 |
| 2010年（平成22年） | 3,496 |
| 2015年（平成27年） | 3,749 |
| 2020年（令和2年）  | 3,803 |

### 世帯数の変遷
国勢調査による世帯数の推移。
| 年                 | 世帯数 |
| ------------------ | ------ |
| 1995年（平成7年）  | 1,470  |
| 2000年（平成12年） | 1,540  |
| 2005年（平成17年） | 1,513  |
| 2010年（平成22年） | 1,660  |
| 2015年（平成27年） | 1,843  |
| 2020年（令和2年）  | 1,912  |

## 学区
区立小・中学校に通う場合、学区は以下の通りとなる（2023年3月時点）。
| 番・番地等 | 小学校                   | 中学校               |
| ---------- | ------------------------ | -------------------- |
| 1〜16番    | 大田区立嶺町小学校       | 大田区立東調布中学校 |
| 17〜30番   | 大田区立東調布第一小学校 | 大田区立東調布中学校 |

## 事業所
2021年（令和3年）現在の経済センサス調査による事業所数と従業員数は以下の通りである。
- 事業所数 : 72事業所
- 従業員数 : 824人

### 事業者数の変遷
経済センサスによる事業所数の推移。
| 年                 | 事業者数 |
| ------------------ | -------- |
| 2016年（平成28年） | 59       |
| 2021年（令和3年）  | 72       |

### 従業員数の変遷
経済センサスによる従業員数の推移。
| 年                 | 従業員数 |
| ------------------ | -------- |
| 2016年（平成28年） | 570      |
| 2021年（令和3年）  | 824      |

## 施設
- 田園調布南公園
- 大田区立大田図書館
- わかば保育園
- 東京都立田園調布高等学校
- 大田区立東調布第一小学校
- 大田区立東調布中学校
- 密蔵院

## その他

### 日本郵便
- 郵便番号 : 145-0076[2]（集配局 : 田園調布郵便局[15]）。